# Folkoperan

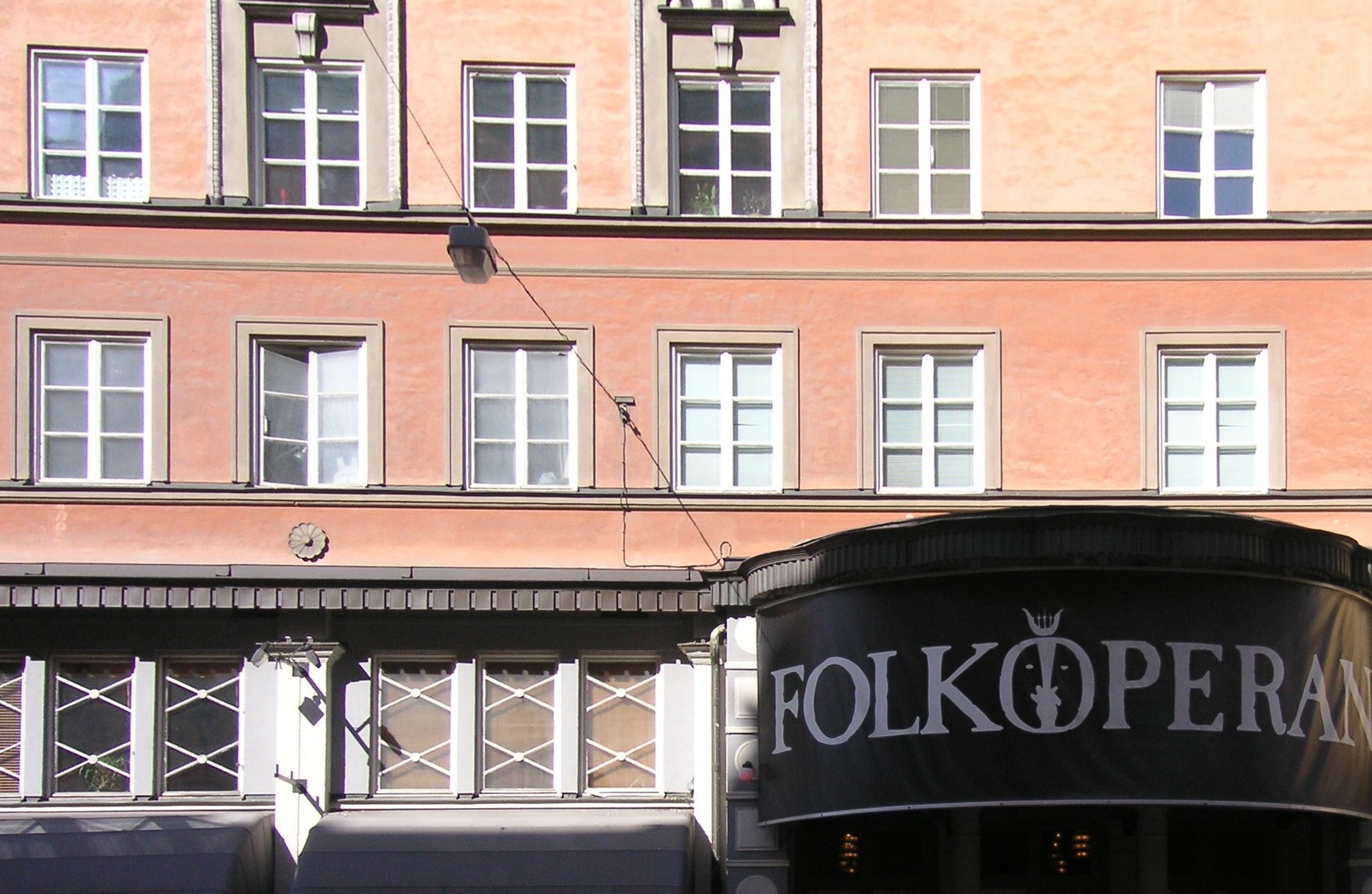
Fasaden mot Hornsgatan i Stockholm (2008).

Folkoperan är ett operahus i Sverige som grundades 1976 av Claes Fellbom, Kerstin Nerbe och Krister Fagerström. Fram till 1993 verkade Folkoperan som en fri musikteatergrupp, för att sedan dess arbeta under benämningen institutionsteater. Folkoperan är organiserad som ett aktiebolag. Stiftelsen Folkoperan är ensam aktieägare i Folkoperan Aktiebolag och fungerar dessutom som ett ekonomiskt råd.
Folkoperan spelar nära publiken i en liten salong utan ett orkesterdike mellan publiken och scenen. Målet är att ständigt förnya operakonsten, sätta skådespelet i centrum och att kommunicera med publiken. Man spelar framförallt de stora klassiska verken, men satsar även på nyskrivna operor och opera för barn. Folkoperan vill skapa opera som är begriplig. Därför sjunger man alltid på svenska. Folkoperan är en arbetsplats för frilansande sångare och musiker.
Folkoperan huserar sedan 1984 i den ombyggda biografen Ricardo (tidigare Rio och Garbio) på Hornsgatan 72 i Stockholm, som invigdes 1928. Huset ritades av arkitektfirman Höög & Morssing i elegant 1920-talsklassicism och uppfördes av biografägaren och byggmästaren John A. Bergendahl på platsen för den tidigare Maria saluhall. Då var det en av Stockholms största biografer med 1 002 sittplatser. Salongen består idag av parkett och balkong och rymmer 589 platser. Mellan 1980 och 1984 höll Folkoperan till i lokaler på Roslagsgatan 14.
Operahusets ledning utgörs av verkställande direktör Monica Fredriksson, konstnärlig chef Tobias Theorell och musikalisk ledare/chefsdirigent Henrik Schaefer.

## Produktioner och regissörer

### 2020-talet
- 2024
  - Hotell Vita hästen (Ralph Benatzky) – Staffan Valdemar Holm

- 2023
  - Tidens larm (Dmitrij Sjostakovitj, Igor Stravinskij, Tichon Chrennikov m. fl). – Tobias     Theorell
  - Askungen (Gioacchino Rossini) – Nora Nilsson
  - Provsjungningen, en samproduktion med Dockteatern Tittut – Sophia Segrell
  - Riddar Blåskägg & Judith (Béla Bartók/Malin Bång) – Wouter Van Looy
  - The Turn of the screw (Benjamin Britten) – Annilese Miskimmon

- 2022
  - Norma (Vincenzo Bellini) – Eirik Stubø
  - Ålevangeliet (Emmy Lindström) – Tobias Theorell. En samproduktion med Riksteatern, Malmö Live Konserthus, Norrlandsoperan.
  - Così fan tutte (Wolfgang Amadeus Mozart) – Ulrike Schwab. En samproduktion med Uppsala stadsteater.

- 2021
  - Don Carlos (Guiseppe Verdi) – Tobias Theorell
  - Dichterliebe (Christian Jost efter Robert Schumanns Dichterliebe) – Tobias Theorell

- 2020
  - Tristan och Isolde (Richard Wagner) – Linus Tunström
  - Coraline (Mark-Anthony Turnage) – Aletta Collins. En samproduktion med Royal Opera House Covent Garden, L’Opéra de Lille, Theater Freiburg, Victorian Opera.

### 2010-talet
- 2019
  - Tolvskillingsoperan (Kurt Weill) – Mellika Melouani Melani. En samproduktion med Kulturhuset Stadsteatern.
  - Skapelsen (Joseph Haydn) – Mellika Melouani Melani. En samproduktion med Kulturhuset Stadsteatern.
  - Usher (Claude Debussy/Annelies Van Parys) – Philippe Quesne. En samproduktion med Staatsoper Unter den Linden Berlin, Muziektheater Transparant, Opera Ballet Vlaanderen, Nanterre – Amandiers centre dramatique national.

- 2018
  - Don Quijote (Jules Massenet) – Carl Johan Karlson
  - Salieri vs Mozart (Antonio Salieri & Nikolaij Rimskij-Korsakov) – Tobias Theorell

- 2017
  - Turandot  (Giacomo Puccini) - Mellika Melouani Melani
  - Förklädd gud (Lars-Erik Larsson) - Malin Stenberg
- 2016 
  - Ligetiland (Gjörgy Ligeti) – Ellen Nyman
  - Satyagraha (Philip Glass) – Tilde Björfors
  - Carmen Moves (Georges Bizet, Rodion Sjtjedrin) – Örjan Andersson
  - Mozarts Requiem (Wolfgang Amadeus Mozart) – Mellika Melouani Melani
- 2015
  - La Traviata (Guiseppe Verdi) – Mellika Melouani Melani
  - Hoffmanns äventyr (Jaques Offenbach) – Linus Fellbom
- 2014
  - Matteuspassionen (J.S. Bach) – Joshua Sofaer
- 2013
  - Carmina Burana (Carl Orff) – Mellika Melouani Melani
  - Trollflöjten (Wolfgang Amadeus Mozart) – Richard Turpin
  - Den flygande holländaren (Richard Wagner) – Melanie Mederlind
- 2012
  - Carmina Burana (Carl Orff) – Mellika Melouani Melani
  - Maskeradbalen (Giuseppe Verdi) – Mellika Melouani Melani
  - Julius Caesar (Georg Friedrich Händel) – Cisco Aznar
- 2011
  - Madama Butterfly (Giacomo Puccini) – Katharina Thoma
  - Figaros bröllop (Wolfgang Amadeus Mozart) – Mira Bartov
  - Kärleksdrycken (Gaetano Donizetti) – Claes Fellbom
  - Fausts Förvandling (Charles Gounod, arr. Jonas Dominique) - Linda Mallik
- 2010
  - Faust (Charles Gounod) – Mira Bartov
  - Silversjön (Kurt Weill) – Oskaras Koršunovas

### 2000-talet
- 2009
  - Pärlfiskarna (Georges Bizet) – Mira Bartov
  - Konsuln (Gian Carlo Menotti) – Farnaz Arbabi
- 2008
  - Glada änkan (Franz Lehár) – Suzanne Osten
  - Gianni Schicchi (Giacomo Puccini) – Mira Bartov
  - Friskytten (Carl Maria von Weber) – Linus Fellbom
- 2007
  - Zarah (Anders Nilsson) – Claes Fellbom
  - Shit också (Fredrik Österling) (barnproduktion) – Mira Bartov
  - Mitt hjärta brister (collage av operamusik) – Birgitta Egerbladh
- 2006
  - Rigoletto (Giuseppe Verdi) – Mira Bartov
  - Don Giovanni (Wolfgang Amadeus Mozart) (på Confidencen) – Claes Fellbom
- 2005
  - Romeo och Julia (Charles Gounod) – Patrik Sörling
  - Den bergtagna (Ivar Hallström) – Claes Fellbom
  - Fedra[förtydliga] (Hippolyte et Aricie) (Jean-Philippe Rameau) – Claes Fellbom
  - Fedra och odjuret (Jean Philipe Rameau) (barnproduktion) – Ellen Trømborg
- 2004
  - Orfeus i underjorden (Jacques Offenbach) – Bogdan Szyber och Carina Reich
  - Dollys beauty shop (Thomas Lindahl) (i samarbete med Sörmlands Musik och Teater – Judit Benedek
- 2003
  - Tosca (Giacomo Puccini) – Jasenko Selimovic
  - Maskeradbalen (Verdi) – (på Confidencen) – Claes Fellbom
  - Lucia di Lammermoor (Gaetano Donizetti) – Kasper Holten
- 2002
  - Così fan tutte (Mozart) – Stefan Herheim
  - Lucia di Lammermoor (Donizetti) (på Confidencen) – Kasper Holten
  - Rhenguldet (Richard Wagner) – Claes Fellbom
- 2001
  - Lilla rhenguldet (Wagner) (barnproduktion) – Claes Fellbom
  - Jeppe/Den grymma komedin (Sven-David Sandström) – Claes Fellbom
  - Enleveringen ur seraljen (Mozart) (på Confidencen) – Johanna Garpe
- 2000
  - La traviata (Verdi) – Staffan Valdemar Holm
  - Stjärndamm (Kerstin Nerbe) (spelades på Lokomotivet i Eskilstuna, produktion i samarbete med Sörmlands Musik och Teater) – Inger Åby

### 1990-talet
- 1999
  - La Bohème (Giacomo Puccini) – Staffan Aspegren
  - Drakdödaren (Stefan Nilsson) (spelades på i Eskilstuna, produktion i samarbete med Sörmlands Musik och Teater) – Åsa Kalmér
- 1998
  - Figaros bröllop (Mozart) – Staffan Valdemar Holm
  - Marie Antoinette (Daniel Börtz) – Claes Fellbom
- 1997 Kärleken till de tre apelsinerna (Sergej Prokofjev) – Claes Fellbom
- 1996
  - Lilla Carmen (Georges Bizet) (barnproduktion) – Maja Verner-Carlsson
  - Carmen (Bizet) – Staffan Valdemar Holm
  - Don Giovanni (Mozart) – Peter Stormare
- 1995 Otello (Verdi) – Claes Fellbom
- 1994 Hemsöborna (Georg Riedel) – Ole Anders Tandberg
- 1993
  - Turandot (Puccini) – Claes Fellbom och Chiang Ching
  - Vandringen till sköldpaddsberget  (barnproduktion) (Stellan Sagvik) – Ole Anders Tandberg, Ulla-Carin Nyquist
  - Oidipus[förtydliga] (Qu Xiao-Song) – Matthew Richardson
- 1992
  - Don Carlos (Verdi) – Claes Fellbom
  - Läderlappen (Johann Strauss d.y.) – Lars Rudolfsson
- 1991 Simson och Delila (Camille Saint-Saëns) – Ulrich Peters
- 1990
  - Lilla Hoffmann (Jacques Offenbach) (barnproduktion) – Stina Ancker
  - Hoffmanns äventyr (Offenbach) – Claes Fellbom
  - Barfotaliv (Georg Riedel) – Claes Fellbom

### 1980-talet
- 1989
  - Lilla barberaren (Rossini) (barnproduktion) Lilla Barberaren bygger på Lars Rudolfssons iscensättning av Barberaren i Sevilla. Bearbetningen gjordes i flera versioner och varianter av Lennart Håkansson, regiassistent för den stora uppsättningen.
- 1989 Barberaren i Sevilla (Rossini) – Lars Rudolfsson
- 1988
  - Lionardo (Lars Johan Werle) – Claes Fellbom
  - Turandot (Puccini) – Claes Fellbom och Chiang Ching
- 1986
  - Lilla trollflöjten (Wolfgang Amadeus Mozart) (barnproduktion) – Claes Fellbom
  - Trollflöjten (Mozart) – Claes Fellbom
  - Madama Butterfly (Puccini) – Claes Fellbom
- 1985
  - Mumien vaknar (Kerstin Nerbe) – Claes Fellbom
  - Aida (Verdi) – Claes Fellbom
- 1984 Det finns ingen krokodil under min säng (Kerstin Nerbe) – Donya Feuer
- 1983 Viva Ernani (Verdi) – Claes Fellbom
- 1982 Carmen (Georges Bizet) – Claes Fellbom
- 1981 Madama Butterfly (Puccini) – Claes Fellbom
- 1980
  - Förlovningen i San Domingo (Heinrich von Kleist) – Claes Fellbom
  - Miss Todd fångar en tjuv (Gian Carlo Menotti) – Åke Lindström

### 1970-talet
- 1979
  - Theobald Tiger (Hanns Eisler) – Jan Zetterberg
  - Trollslaget (Lars-Åke Francke-Blom) (barnproduktion) – Claes Fellbom
  - Kyssande vind (gestaltat romansprogram)
- 1978
  - Sköna Galatea ( Franz von Suppé) –

Claes Fellbom
- - Hans och Greta (Engelbert Humperdinck) (barnproduktion) – Claes Fellbom
- 1977
  - Advokaten Pathelin (Jacopo Foroni) – Jan Zetterberg
  - Tango för tre (Anthony Hopkins) – Claes Fellbom
  - Mediet (Menotti) – Claes Fellbom
  - När kvinnans lott var att vänta och drömma, gestaltat romansprogram
  - Pigan tar befälet (Giovanni Battista Pergolesi) – Claes Fellbom
- 1976 Sångläraren (Pergolesi) – Claes Fellbom